# Bega Valley Shire
Koordinaten: 36° 40′ S, 149° 50′ O

Das Bega Valley Shire ist ein lokales Verwaltungsgebiet (LGA) im australischen Bundesstaat New South Wales. Das Gebiet ist 6.278,9 km² groß und hat etwa 36.000 Einwohner.
Bega Valley liegt in der Südostecke von New South Wales an der Pazifikküste an der Grenze zum Bundesstaat Victoria. Es liegt etwa 420 km südlich der Metropole Sydney und 220 km südöstlich der australischen Hauptstadt Canberra. Das Gebiet umfasst 93 Ortsteile und Ortschaften, darunter Bega, Bemboka, Bermagui, Bermagui South, Boydtown, Brogo, Burragate, Candelo, Cobargo, Eden, Griegs Flat, Jellat Jellat, Kameruka, Kiah, Lochiel, Merimbula, Nethercote, Pambula, Pambula Beach, Quaama, Tathra, Timbillica, Towamba, Tura Beach, Wolumla, Wonboyn Lake, Wyndham und Yowrie. Der Sitz des Shire Councils befindet sich in der Stadt Bega in der Mitte der LGA, wo etwa 5.000 Einwohner leben.
Bega Valley Shire reicht im Süden bis Cape Howe, das die südlichste Landmasse von New South Wales darstellt und die Grenze zu Victoria markiert.

## Verwaltung
Der Bega Valley Shire Council hat neun Mitglieder, die von den Bewohnern der LGA gewählt werden. Bega Valley ist nicht in Bezirke untergliedert. Aus dem Kreis der Councillor rekrutiert sich auch der Mayor (Bürgermeister) des Councils.